# Opiate²
Opiate² (pronunciato Opiate Squared) è un singolo del gruppo musicale statunitense Tool, pubblicato il 1º marzo 2022.

## Descrizione
Il singolo è una rivisitazione dell'omonimo brano incluso nell'EP di debutto Opiate. Si tratta in particolare di una versione che il gruppo ha cominciato a suonare dal vivo a partire dall'Aftershock Festival 2016, caratterizzata rispetto all'originale da un breakdown centrale che ne allunga la durata totale di circa 5 minuti.
Nel 2017 il chitarrista Adam Jones aveva informato i fan attraverso i propri social network che le registrazioni del brano si erano concluse e che un video era pronto. Opiate² è stato poi pubblicato come singolo nel 2022 in occasione del trentesimo anniversario di Opiate.

## Video musicale
Il video, realizzato grazie alla collaborazione tra Jones e Dominic Hailstone, è stato reso disponibile in formato Blu-ray Disc a partire dal 18 marzo 2022, anticipato dalla pubblicazione di un estratto sul canale YouTube del gruppo.

## Tracce
Testi e musiche di Danny Carey, Paul D'Amour, Adam Jones e Maynard James Keenan.
1. Opiate² – 9:54

## Formazione
Gruppo
- Danny Carey – batteria, arrangiamento aggiuntivo
- Justin Chancellor – basso, arrangiamento aggiuntivo
- Adam Jones – chitarra, arrangiamento aggiuntivo
- Maynard James Keenan – voce, arrangiamento aggiuntivo

Produzione
- Tool – produzione
- Toshi Kasai – registrazione, ingegneria del suono
- Joe Barresi – registrazione aggiuntiva, missaggio
- Tim Dawson – assistenza tecnica
- Morgan Stratton – assistenza tecnica
- Bob Ludwig – mastering

## Classifiche
| Classifica (2022)       | Posizione massima |
| ----------------------- | ----------------- |
| Stati Uniti (hard rock) | 7                 |